# Franziska Hentke
Franziska Hentke (* 4. Juni 1989 in Wolfen, Kreis Bitterfeld, DDR) ist eine deutsche Schwimmerin in der Lage Schmetterling.
Hentke wurde 2013 Deutsche Meisterin bei den Deutschen Kurzbahnmeisterschaften über 100 m in 57,89 s und über 200 m Schmetterling in einer Zeit von 2:06,11 min. 2014 wiederholte sie den Erfolg über 200 m in 2:05,32.
Auf der Langbahn wurde sie 2014 Meisterin über 200 m in 2:07,67 sowie über 400 m Lagen in 4:44,14. Insgesamt erzielte sie (Stand Anfang 2015) 13 DM-Titel auf Kurz- und Langbahnen.
Bei den Kurzbahneuropameisterschaften 2009 in Istanbul gelangte Hentke mit einem dritten Platz über 200 m Delphin in 2:04,68 min erstmals bei internationalen Meisterschaften auf das Siegerpodest. 2013 gewann sie bei den europäischen Kurzbahnmeisterschaften 2013 im dänischen Herning über diese Strecke die Silbermedaille mit deutschem Rekord in 2:03,47 min hinter der in Europarekordzeit siegenden Spanierin Mireia Belmonte (2:01,53 min).
Bei den German Open 2015 in Essen stellte die für den SC Magdeburg startende und von Bundestrainer Bernd Berkhahn trainierte Athletin eine Weltjahresbestzeit und deutschen Rekord über 200 m Delphin in 2:05,26 Minuten auf. Sie verbesserte damit den sechs Jahre alten und noch aus der Zeit der Ganzkörperanzüge stammenden Rekord von Annika Mehlhorn um 1,19 Sekunden. Bei den Weltmeisterschaften 2015 in Kasan erreichte sie auf dieser Strecke den vierten Platz. Bei den Kurzbahneuropameisterschaften 2015 in Netanja (Israel) gewann Hentke ebenfalls über 200 m Delphin in deutscher Rekordzeit von 2:03,01 min ihren ersten internationalen Titel, den sie 2017 in Kopenhagen verteidigte.
Bei den Europameisterschaften 2016 in London gewann Franziska Hentke ihren ersten internationalen Titel auch auf der Langbahn.